# Aegus falcicornis
Aegus falcicornis es una especie de coleóptero de la familia Lucanidae.

## Distribución geográfica
Habita en Borneo.